# Jan Hennings
Jan Hennings (ur. 1979) – niemiecki historyk, profesor (Associate Professor) na Central European University.
Urodził się w 1979. W 2004 ukończył studia na Universität Rostock. W 2011 obronił doktorat na University of Cambridge. Uzyskawszy Gerda Henkel Fellowship, w latach 2013–2015 był związany z Sabancı Üniversitesi w Stambule. Od 2016 członek Junge Akademie. 
Naukowo zajmuje się relacjami na linii Europa-Rosja w okresie nowożytnym.

## Wybrane publikacje[1]
- Russia and Courtly Europe: Ritual and the Culture of Diplomacy, 1648-1725 (New Studies in European History, Cambridge: Cambridge University Press, 2016)
- (współredakcja z T A Sowerby), Practices of Diplomacy in the Early Modern World c. 1410-1800 (Routledge Research in Early Modern History, London and New York: Routledge, 2017)